# Daniel Federspiel
Daniel Federspiel (né le 21 avril 1987) est un coureur cycliste autrichien. Spécialisé en VTT, il est champion du monde de cross-country eliminator en 2015 et 2016 et champion d'Europe en 2013 et 2014.

## Palmarès en VTT

### Championnats du monde
- Saalfelden-Leogang 2012
  -  Médaillé de bronze du cross-country eliminator
- Pietermaritzburg 2013
  -  Médaillé d'argent du cross-country eliminator
- Lillehammer 2014
  - 4e du cross-country eliminator
- Vallnord 2015
  -  Champion du monde de cross-country eliminator
- Nové Město 2016
  -  Champion du monde de cross-country eliminator

### Coupe du monde
Coupe du monde de cross-country eliminator (1)
- 2013 : 1er du classement général, vainqueur des manches d'Albstadt et Val di Sole
- 2014 : 3e du classement général
- 2018 : 11e du classement général, vainqueur de la manche de Graz

### Championnats d'Europe
- 2013
  -  Champion d'Europe de cross-country eliminator
- 2014
  -  Champion d'Europe de cross-country eliminator
- 2016
  -  Médaillé d'argent de cross-country eliminator
- 2017
  -  Médaillé d'argent de cross-country eliminator

### Championnats d'Autriche
- Champion d'Autriche de cross-country juniors : 2005
- Champion d'Autriche de cross-country eliminator : 2012, 2013, 2014, 2015, 2017, 2018 et 2021

## Palmarès sur route

### Par années
- 2020
  - 2e du championnat d'Autriche sur route
- 2022
  - 3e de l'Eröffnungsrennen Leonding
- 2023
  - 2e du Kirschblütenrennen
  - 3e du Grand Prix international de Rhodes

### Classements mondiaux
| Année                                 | 2019  | 2020 | 2021 | 2022 | 2023  | 2024  |
| ------------------------------------- | ----- | ---- | ---- | ---- | ----- | ----- |
| Classement mondial                    | 2980e | 501e | nc   | nc   | 1603e | 1660e |
| UCI Europe Tour                       | 1836e | 412e | nc   | nc   | nc    | nc    |
|                                       |       |      |      |      |       |       |
| Légende : nc = non classéSource : UCI |       |      |      |      |       |       |

## Palmarès en cyclo-cross
| - 2004-2005 - 2e du championnat d'Autriche de cyclo-cross juniors - 2005-2006 - 2e du championnat d'Autriche de cyclo-cross espoirs - 2006-2007 - Champion d'Autriche de cyclo-cross espoirs - 2013-2014 - 3e du championnat d'Autriche de cyclo-cross - 2016-2017 - 2e du championnat d'Autriche de cyclo-cross | - 2017-2018 - 2e du championnat d'Autriche de cyclo-cross - 2019-2020 - Champion d'Autriche de cyclo-cross - 2020-2021 - Champion d'Autriche de cyclo-cross - 2021-2022 - Champion d'Autriche de cyclo-cross - 2022-2023 - Champion d'Autriche de cyclo-cross |  |

## Distinctions
- Cycliste autrichien de l'année : 2016